# Mandiraja (Moga)
Mandiraja is een bestuurslaag in het regentschap Pemalang van de provincie Midden-Java, Indonesië. Mandiraja telt 5276 inwoners (volkstelling 2010).